# Matthias Hüppi
Matthias Hüppi (* 29. März 1958 in St. Gallen) ist ein ehemaliger Schweizer Moderator und Sportreporter und derzeitiger Fussballfunktionär. Seit 2018 ist er Präsident des FC St. Gallen.
Hüppi, Neffe des Bundesrats Kurt Furgler und Bruder Michael Hüppis, studierte nach der Matura zunächst vier Semester Jura und war danach kurz als Reporter beim Schweizer Radio DRS tätig. Von 1981 bis 2017 arbeitete er beim Schweizer Fernsehen, von 1985 bis 2017 moderierte er das Sportpanorama, ausserdem die Sendung sportaktuell und andere Sportanlässe, darunter auch wiederkehrend die Fussball-Weltmeisterschaft. Von 1986 bis 2017 war er gemeinsam mit Bernhard Russi Live-Kommentator für Ski Alpin. Am 17. Dezember 2017 moderierte er seine letzte Sendung. Seit dem 15. Januar 2018 ist er vollamtlicher Präsident des FC St. Gallen.
Wegen seiner neuen Verbundenheit mit der Stadt St. Gallen wurde er 2018 zum OLMA-Botschafter ernannt.
Hüppi wurde 2011 mit dem Ostschweizer Medienpreis in der Kategorie Fernsehen ausgezeichnet. Er ist verheiratet und hat zwei erwachsene Töchter und einen Sohn.